# Uka (Fluss)
Die Uka (russisch Ука, russisch Правая Ука, Prawaja Uka, „Rechte Uka“) ist ein 149 km langer Zufluss des Beringmeeres im Osten der Kamtschatka-Halbinsel.

## Flusslauf
Die Uka entspringt nördlich des im Sredinny-Höhenrücken gelegenen Vulkans Uka. Der Fluss wird auf einer Höhe von 1000 m von einem Gletscher gespeist. Die Uka fließt die ersten 70 km in östlicher Richtung. Anschließend bildet sie zahlreiche Mäander aus und wendet sich nach Nordosten. Sie erreicht den Liman Ukinski, einen lagunenartigen Strandsee an der Küste des Beringmeeres. Der weiter nördlich verlaufende Natschiki mündet ebenfalls in den Liman Ukinski. Die Uka durchfließt den Liman und mündet schließlich ins Meer. Das Einzugsgebiet der Uka umfasst 4480 km².